# Traité Liévano Aguirre-Jiménez
Le traité Liévano Aguirre-Jiménez est signé le 13 janvier 1978 entre la Colombie et la République dominicaine. 

## Description
Le traité Liévano Aguirre-Jiménez délimite la frontière entre les deux pays dans la mer des Caraïbes.
Il est ratifié par le Congrès de la République de Colombie le 12 décembre 1978 via la loi N° 38.
Le traité établit également une zone de recherche scientifique et d'exploitation piscicole commune de vingt milles de part et d'autre de la frontière.